# Franz Lipp
Pour les articles homonymes, voir Lipp (homonymie).
Franz Lipp, né le 9 février 1855 à Karlsruhe et mort le 18 mars 1937 en Italie, était un militant du Parti social-démocrate indépendant d'Allemagne, délégué aux affaires étrangères du gouvernement de l'éphémère première république des conseils de Bavière pendant quelques jours, en avril 1919.
Souffrant de troubles mentaux, il est resté célèbre pour ses initiatives excentriques pendant sa brève participation gouvernementale, notamment son télégramme diplomatique à Lénine mentionnant la disparition de la « clé des toilettes » du ministère et ses velléités de déclaration de guerre à la Suisse.

## Franz Lipp avant la Révolution
Franz Lipp naît le 9 février 1855, à Karlsruhe. Il est baptisé dans la religion catholique le 22 février. Après des études de droit et de philosophie, il exerce la profession d'assistant bibliothécaire.
Dans les années 1880, Lipp devient le gendre de Karl Mayer (de) — un des cofondateurs du Parti populaire allemand. Au début de cette période, il est journaliste au Stuttgarter Beobachter, organe de ce parti. Il obtient en 1888 le poste de rédacteur en chef du Heilbronner Zeitung (de). Sous sa direction, le quotidien prend un ton plus offensif, voire « agressif ». Lipp se présente à l'élection au Landtag du Wurtemberg de 1889 (de) dans le grand-bailliage d'Heilbronn (de) sous l'étiquette du Parti populaire allemand et reçoit le soutien des sociaux-démocrates ; il est battu au second tour, obtenant 1767 voix sur 3852 suffrages exprimés (soit 45,9 %). Divorcé, Franz Lipp se remarie à l'âge de 45 ans. Il a trois enfants.
Poursuivi pour crime de lèse-majesté dans ses activités de presse, il est contraint à l'exil, d'abord en Suisse, puis en Italie,. Il s'installe à Milan où il collabore au Corriere della Sera. À l'âge de 51 ans, Lipp connaît une première alerte en matière de santé mentale (état d'agitation, délires de persécution), qui conduit à son hospitalisation. Il est de nouveau interné deux ans plus tard, à la suite d'une tentative de suicide.
Plusieurs sources anticommunistes contemporaines de la Révolution bavaroise, issues d'informations policières et par nature invérifiables, font de Lipp un agent de renseignement allemand au début de la Première Guerre mondiale,,. Le journaliste français Ambroise Got semble le mieux renseigné. À l'en croire, Lipp se livre à des activités d'espionnage en Italie – à son retour en Allemagne, il se targue publiquement d'avoir eu accès à des cartes militaires en feignant l'amitié avec un professeur de géographie de Pavie. Replié en Suisse après l'entrée en guerre de l'Italie, c'est en concertation avec l'état-major allemand qu'il entre en contact avec des révolutionnaires étrangers ; il aurait à ce titre participé à des négociations avec le révolutionnaire bolchevique Karl Radek. Il aurait même noyauté des groupes révolutionnaires allemands et informé les autorités sur leurs activités.
Certaines de ces sources assurent que Lipp a « pris part » ou « participé » à la conférence de Zimmerwald,, voire à celle de Kiental. Got précise même, attribuant l'information à Lipp lui-même, qu'il y aurait rempli la fonction de « deuxième secrétaire » et qu'il s'y serait rendu sur instructions de l'état-major. La rumeur de la présence de Lipp à Zimmerwald comme mouchard circule d'ailleurs à Munich pendant la courte période du gouvernement révolutionnaire. Écrivant en 1992, l'universitaire Richard Sheppard (spécialiste de littérature allemande) juge ces rumeurs peu crédibles, puisqu'il n'est pas parvenu à trouver la moindre mention de Lipp dans la littérature consacrée à la conférence de Zimmerwald. En tout état de cause, si Lipp était présent à la conférence, ce n'était pas en qualité de délégué : la liste des dix délégués allemands est bien documentée et son nom n'y figure pas.
De retour en Allemagne en 1917, Lipp se fait remarquer par des propos défaitistes qui entraînent son internement sous le régime de « détention de protection » (Schutzhaft) jusqu'à la fin de la guerre. Une source fait même état de soupçons d'espionnage au profit d'une puissance ennemie.

## Délégué aux affaires étrangères
Dans la nuit du 6 au 7 avril 1919, galvanisé par l'exemple hongrois, un comité révolutionnaire sous la direction d'Ernst Toller proclame à Munich la république des conseils de Bavière et installe un « conseil national révolutionnaire » composé de onze « délégués populaires » (Volksbeauftragte).
Militant du Parti social-démocrate indépendant d'Allemagne, « peu connu » à l'extérieur de ce parti, Franz Lipp est désigné pour exercer la fonction de délégué aux affaires étrangères. Si des mauvaises langues ont pu écrire qu'il avait été choisi parce qu'« il possédait une redingote grise et portait une barbe élégamment taillée à l'aspect aristocratique », on doit sans doute plutôt suivre Erich Mühsam, qui explique ce choix par l'absence d'autre candidature à ce poste, par la réputation qu'avait Lipp d'expert en la matière et par le soutien de son parti. Les circonstances précises de cette nomination font l'objet de versions discordantes entre les témoignages d'Ernst Toller et d'Ernst Niekisch : le premier assure que le docteur Lipp est désigné alors que personne ne connaît ses capacités, le second qu'il a été proposé par Toller, qui a fait l'éloge de ses compétences.
Dans ses fonctions, Lipp se distingue par la rédaction de dépêches assez surprenantes. L'allusion à la « clé des toilettes du ministère » dans la troisième est pour maints historiens emblématique de l'amateurisme de ce gouvernement révolutionnaire.
La première de ces dépêches est une lettre adressée au nonce apostolique en Bavière, Eugenio Pacelli. Sa teneur est la suivante :

« Je considère qu'il est de mon devoir sacré de garantir la sécurité de votre très éminente personne et de l'ensemble de la nonciature à Munich. Je vous prie d'agréer l'expression de tout mon dévouement. »

Une deuxième est adressée à l'ambassadeur de Bavière à Berlin et énonce :

« L'opus primum nec non ultimum de M. Preuss sur la constitution de l'Allemagne ne pourra jamais constituer une loi s'imposant à la Bavière. Je ne puis en effet sacrifier les droits spéciaux de la Bavière, gagnés par le sang bavarois versé à Wœrth et à Sedan. C'est pourquoi je vous ordonne d'effectuer sur le champ une visite protocolaire d'adieu au comte Brockdorff-Rantzau. »

La dernière est un télégramme adressé à Lénine, et également au pape Benoît XV selon quelques sources. Ses termes sont les suivants :

« Prolétariat de Haute-Bavière uni dans la joie. Sociaux-démocrates, socialistes indépendants et communistes réunis comme un marteau, Ligue des Paysans avec eux. Bourgeoisie libérale, valet de la Prusse, complètement désarmée. Hoffmann en fuite à Bamberg, où il a emporté la clé des toilettes de mon ministère. Politique prussienne, dont Hoffmann est le laquais, essaie de nous couper de la région de Berlin-Leipzig-Nuremberg, de Francfort et du charbon d'Essen. En même temps, ils essaient de nous discréditer auprès de l'Entente comme des chiens assoiffés de sang et des pillards. Pendant ce temps, les mains de gorille velu de Noske dégoulinent de sang. Nous recevons du charbon, et nous recevons quantité de vivres de Suisse et d'Italie. Nous voulons la paix perpétuelle. Emmanuel Kant, Vers la paix perpétuelle, 1795, thèses 2-5. Prusse envisage l'armistice seulement en vue de guerre de revanche. »

Enfin, Franz Lipp adresse à son collègue chargé des transports, Gustav Paulukum, la lettre suivante :  

« Cher collègue ! Je viens de déclarer la guerre au Wurtemberg et à la Suisse, car ces chiens avaient refusé de me prêter soixante locomotives. Je suis certain que nous vaincrons. De surcroît, en vue de notre victoire, je vais demander au pape sa bénédiction – je suis en bons termes avec lui. »

Par ailleurs, le journaliste américain Ben Hecht – dont le témoignage n'est pas réputé pour sa fiabilité – raconte avoir vu Lipp s'obstiner (en vain) à tenter d'obtenir Clemenceau au téléphone afin de lui proposer la conclusion d'une paix séparée avec la Bavière. Lipp prête également à sourire par une initiative décalée : chaque jour, il fleurissait d'œillets rouges les bureaux de ses collaboratrices. Plus sérieusement, l'historien Helmut Neubauer lui attribue une « unique » décision positive : la libération d'un groupe de prisonniers de guerre russes.
La plaisanterie dure moins encore que la Première République des conseils. Quelques jours à peine après sa nomination et sous la pression insistante d'Ernst Toller ou d'Erich Mühsam (chacun d'eux s'en attribue le mérite dans ses mémoires respectifs), Franz Lipp est invité à présenter sa démission et s'exécute. Il n'est donc déjà plus ministre le 13 avril, quand s'effondre la Première République des conseils. En ce dimanche des Rameaux (c'est le « Palmsonntagsputsch (de) »), les troupes fidèles au gouvernement républicain de Johannes Hoffmann ne réussissent pas à reprendre le contrôle de la ville mais ont le temps, avant de battre en retraite, d'arrêter Franz Lipp, alors présent à la Résidence, ainsi que quelques autres personnalités de la République des conseils (Erich Mühsam ainsi que Fritz Soldmann (de), délégué populaire à l'intérieur).

## Fin de vie
Son rôle politique terminé, Franz Lipp disparaît de la scène publique : on sait que fin mai 1919, il est transféré de la prison d'Ebrach (de) vers une clinique psychiatrique. Le 20 avril 1920, une interdiction de séjour en Bavière est prise à son encontre, et il s'installe à Ulm. On perd alors sa trace.
Une indication se pourrait trouver dans le périodique ITALIEN. Monatsschrift für Kultur, Kunst und Literatur de Gebhard Werner von der Schulenburg (de). En avril 1929, un Dr Franz Lipp y publie un article intitulé Der Anfang und die Entwicklung des Bankwesens in Italien. Comme location de l'auteure, il se trouve l'indication "Rom".
En 1934, un exilé du nom de Franz Lipp publie une satire intitulée « Responsabilité de la guerre, fin de la guerre : lettre ouverte au 31e chancelier du Reich allemand Adolf Hitler de Braunau am Inn », (Kriegsschuld, Kriegsende : offener Brief an den 31. Kanzler des Deutschen Reiches Adolf Hitler aus Braunau am Inn). Restée inaperçue des spécialistes de la littérature de l'exil jusqu'en 1992, elle fait l'objet à cette date d'une brève analyse dans un ouvrage scientifique de l'universitaire Rolf Tauscher. Faute de la moindre information biographique à son sujet, l'identité de ce Franz Lipp avec le journaliste badois, vraisemblable, n'est pas totalement certaine.
Les dernières mentions de Franz Lipp ont été retrouvées dans les archives de la ville de Gengenbach. On y découvre Lipp désormais réfugié à Florence, presque aveugle et entretenu par ses enfants, forcé de justifier de sa non-judéité pour échapper à la mise sous séquestre de la maison dont il est propriétaire à Gengenbach, et qui s'indigne dans ses courriers à son avocat des meurtres commis par la Gestapo. Il meurt en Italie en 1937.

## Postérité littéraire
Franz Lipp est un des cinq personnages principaux de la pièce de Tankred Dorst Toller (1968) : au sein du conseil national révolutionnaire, il figure l'« esthète ». Prenant quelques libertés avec la réalité historique, la pièce montre Lipp en débat sur la question juive dans un restaurant chinois, attribue à Eugen Leviné la dénonciation à Toller du télégramme au Pape, et inclut un monologue grotesque de Lipp relégué en hôpital psychiatrique.

### Sources primaires
Deux membres du conseil national révolutionnaire ont publié des mémoires où ils évoquent leurs relations avec Lipp :
- (de) Ernst Toller, Eine Jugend in Deutschland (de), BoD – Books on Demand, 2012 (1re éd. 1933) (ISBN 978-3-95472-176-4, lire en ligne)
- (de) Erich Mühsam, Von Eisner bis Léviné. Die Entstehung der bayerische Räterepublik. Persönlichen Rechenschaftsbericht über die revolutionäre Ereignisse in München vom 7.XI.1918 bis zum 13.IV.1919, Berlin, 1929, 70 p. reproduit en traduction anglaise dans (en) Gabriel Kuhn, All Power to the Councils! : A Documentary History of the German Revolution of 1918-1919, PM Press, 2012, 322 p. (ISBN 978-1-60486-111-2, lire en ligne), p. 205-264

Un des tout premiers articles du psychiatre Eugen Kahn contient une fiche clinique sur Lipp, riche en informations biographiques :
- (de) Eugen Kahn (de), « Psychopathen als revolutionäre Führer », Zeitschrift fur die gesamte Neurologie und Psychiatrie, no 52,‎ 1919, p. 90-106. Voir la fiche p. 99.

### Sources secondaires
Les deux ouvrages mentionnés ci-dessous consacrent plusieurs pages à Franz Lipp :
- Ambroise Got, La terreur en Bavière, Paris, Perrin, 1922 (lire en ligne), p. 125-129. Cet ouvrage d'un journaliste français et destiné au grand public synthétise les informations publiées dans les années 1919-1922 sur Lipp par les sources anticommunistes allemandes.
- (de) Michael Seligmann, Aufstand der Räte. Die erste bayerische Räterepublik vom 7. April 1919, vol. I, Grafenau-Döffingen, Trotzdem-Verlag, coll. « Reihe libertäre Wissenschaft » (no 8), 1989, 711 p. (ISBN 3-922209-77-7), p. 399-403. On y lira une description « circonstanciée »[37] des méthodes excentriques de Franz Lipp.

Cette dernière source concerne l'ouvrage « Responsabilité de la guerre, fin de la guerre », vraisemblablement écrit par Franz Lipp, auquel elle consacre une page environ :
- (de) Rolf Tauscher, Literarische Satire des Exils gegen Nationalsozialismus und Hitlerdeutschland : von F.G. Alexan bis Paul Westheim, Josef Kova, 1992, 254 p. (ISBN 978-3-86064-062-3), p. 74-75. Voir le chapitre 2.8 consacré aux « pamphlets de Botho Laserstein (de) et Franz Lipp ».